# Интертекст
Интертекст — соотношение одного текста с другим, диалогическое взаимодействие текстов, обеспечивающее превращение смысла в заданный автором. Основной вид и способ построения художественного текста в искусстве модернизма и постмодернизма, состоящий в том, что текст строится из цитат и реминисценций к другим текстам.
Интертекстуальность — термин, введённый в 1967 теоретиком постструктурализма, французской исследовательницей Юлией Кристевой (р. 1941) для обозначения общего свойства текстов, выражающегося в наличии между ними связей, благодаря которым тексты (или их части) могут многими разнообразными способами явно или неявно ссылаться друг на друга. Следует заметить, что идея «диалога между текстами» в первоначальном варианте принадлежала М. М. Бахтину.
Интертекстуальность реализуется как в научных, так и в художественных текстах.

## История
Термин «Интертекст[уальность]» был введён Юлией Кристевой под влиянием М. М. Бахтина, который первым описал литературный текст как полифоническую (то есть многослойную) структуру; буквально интертекстуальность означает включение одного текста в другой. Для Ю. Кристевой текст представляет собой переплетение текстов и кодов, трансформацию и изменение других кодов и словесных образов. Интертекстуальность размывает границы текста, из-за чего текст лишается законченности, закрытости.
Разрабатывая теорию интертекста, Кристева установила, что интертекст — не совокупность «точечных» (то есть обладающих устойчивым смыслом) цитат, а пространство схождения всевозможных цитаций. Интертекст, по Кристевой, пишется в процессе считывания чужих дискурсов, поэтому «всякое слово (текст) есть такое пересечение других слов (текстов), где можно прочесть по меньшей мере еще одно слово (текст)». Отсюда — выдвигаемое ею понятие письма-чтения как условие возникновения интертекстовой структуры, которая не «наличествует, но вырабатывается по отношению к другой структуре».
В работе Кристевой «Бахтин, слово, диалог и роман» (1967) говорится: «Вводя представление о статусе слова как минимальной структурной единицы, Бахтин тем самым включает текст в жизнь истории и общества, в свою очередь рассматриваемых в качестве текстов, которые писатель читает и, переписывая их, к ним подключается. Так диахрония трансформируется в синхронию, и в свете этой трансформации линейная история оказывается не более чем одной из возможных абстракций; единственный способ, каким писатель может приобщиться к истории, заключается в том, чтобы преодолеть эту абстракцию с помощью процедуры письма-чтения, то есть создавая знаковую структуру, которая либо опирается на другую структуру, либо ей противостоит. История и этика пишутся и читаются в текстовых инфраструктурах».

### Текст Деррида
Сложноорганизованное многосмысловое гетерогенное образование, возникающее в «развёртывании и во взаимодействии разнородных семиотических пространств и структур» как «практика означивания в чистом становлении» и способное генерировать новые смыслы, получает у Деррида наименование текста.
Дерридианскому тексту присущи внутренняя неоднородность, многоязычие, открытость, множественность, интертекстуальность. Он производится из других текстов, по отношению к другим текстам, которые, в свою очередь, также являются отношениями.
Философ отказывается от интерпретации текста как сугубо лингвистического феномена («в смысле устной или письменной речи»), распространяет понятие текста и на неязыковые семиотические объекты, на весь мир, рассматриваемый в категориях текста и, таким образом, «текстуализируемый».
«Каждая реальность является текстовой по своей структуре — замечает Т. Х. Керимов, — поскольку воспринимается, переживается как система различий в смысле постоянных отсылок к чему-то другому». В интервью Ольге Вайнштейн Деррида сказал: «Для меня текст Безграничен. Это абсолютная тотальность. „Нет ничего вне текста“: это означает. что текст — не просто речевой акт. Допустим, этот стол для меня — текст. То, как я воспринимаю этот стол — долингвистическое восприятие, — уже само по себе для меня текст». То есть для Деррида не существует ничего вне текста.

### Текст Барта
Вслед за Деррида и Кристевой понятие интертекста получило глубокое развитие в творчестве Ролана Барта, «стремящегося указать читателю способ защиты от „моносемии“, а писателю — путь преодоления „общих мест“ литературы». Это децентрирующая семиотическая практика, активное творческое «чтение-письмо», в процессе которого из элементов произведения (произведений), вступающих во взаимодействие с сознанием читателя, «я» которого «само уже есть воплощение множества других текстов, бесконечных или, скорее, утраченных утративших следы собственного происхождения) кодов».
Бартовский Текст, как и интертекст Кристевой, возникает в результате реконструирующей трансформации, сдвига или преобразования прежних категорий как поле методологических операций и существует только в дискурсе. Как пишет Георгий Косиков, бартовский Текст это восстановленный в правах интертекст, точнее, одна из его разновидностей.

## Понятие
При том, что различные проявления интертекстуальности известны с незапамятных времён, возникновение соответствующих термина и теории именно в последней трети XX века представляется неслучайным. Значительно возросшая доступность произведений искусства и массовое образование, развитие средств массовой коммуникации и распространение массовой культуры (как бы к ней ни относиться) привели к очень сильной семиотизации человеческой жизни, к ощущению того, что, по выражению польского парадоксалиста Станислава Ежи Леца, «Обо всём уже сказано. К счастью, не обо всём подумано» (кстати, сама данная цитата в настоящем абзаце является одновременно и иллюстрацией его основного тезиса), и если уж удастся придумать что-то новое, то для самого утверждения новизны необходимо сопоставить новое содержание с тем, что уже было сказано; если же претензии на новизну нет, то использование для выражения некоторого содержания уже имеющейся формы сплошь и рядом становится престижным указанием на знакомство автора текста с культурно-семиотическим наследием, с «сокровищами семиосферы». Искусство, а с какого-то момента и повседневные семиотические процессы в XX веке становятся в значительной степени «интертекстуальными».
Формы интертекстов:
1. Цитация — основная форма интертекстов в научной коммуникации. Представляют собой формально маркированные фрагменты ранее опубликованных текстов. Цели цитации:
  - доказательная функция (цитата-аргумент),
  - иллюстрация суждений автора (цитата-пример),
  - выражение точки зрения автора с помощью чужих слов, ссылка на авторитет (цитата-заместитель).
2. Пересказ в форме косвенной речи фрагментов из текстов других авторов.
3. Фоновые ссылки на теорию или идеи, высказанные ранее.

Функции интертекстов в прессе:
1. информационная,
2. текстообразующая (если интертекстуальное включение является темой сообщения, образуя его содержательную основу),
3. аутентичность — приведены точные данные об источнике интертекста.

Аллюзия — включения из прецедентных текстов с нулевой или имплицитной маркированностью. Стилистическая фигура, требует высокого уровня культурной и интеллектуальной компетенции читателя. Обычно стоит в сильной позиции.
Термин «интертекст» используется для обозначения вечно развивающейся совокупности текстов, существующей либо на идеальном, либо на виртуальном, либо на библиотечном уровнях, которая конструируется в corpora. При этом термин «corpora» используется во множественном числе, поскольку тексты могут группироваться по времени их создания, по способу передачи, по жанрам, по области применения и по языкам.
Каждый текст является ИНТЕРТЕКСТОМ: другие тексты присутствуют в нём на различных уровнях в более или менее узнаваемых формах: тексты предшествующей культуры и тексты окружающей культуры. Каждый текст представляет собой новую ткань, сотканную из старых цитат. Обрывки культурных кодов, формул, ритмических структур, фрагменты социальных идиом и так далее — все они поглощены текстом и перемешаны в нём, поскольку всегда до текста и вокруг него существует язык. Как необходимое предварительное условие для любого текста ИНТЕРТЕКСТУАЛЬНОСТЬ не может быть сведена к проблеме источников и влияний; она представляет собой общее поле анонимных формул, происхождение которых редко можно обнаружить, бессознательных или автоматических цитат, даваемых без кавычек.
С другой стороны, в ряде случаев отсылки к конкретному прецедентному тексту могут быть локализованы в определённом фрагменте данного текста, — такой фрагмент П. Тороп предложил называть интекстом — «семантически насыщенной частью текста, смысл и функция которой определяется по крайней мере двойным описанием» (то есть её местом в контексте этого текста и её отношением к тексту-источнику).
Этой проблемой занимались: М. М. Бахтин, Ю. М. Лотман, В. Н. Топоров, Р. Барт и другие исследователи.
Сам термин был введён Ю. Кристевой (франц. филолог постструктуралистской ориентации); она полемизировала с бахтинскими концепциями диалогичности и чужого слова. Р. Барт: «Текст — это раскавыченная цитата».

## Субстанции интертекста
- Время[16]

Время есть необходимая компонента интертекста, условие его существования. Определив интертекст как информационную реальность, мы тем самым ввели временной фактор. Для понимания интертекста важно историческое (естественнонаучное) время. К общим свойствам такого времени относят одномерность, асимметричность и необратимость.
- Человек

Человек понимается в смысле Homo creans — человек творящий, то есть осуществляющий творческое действие над текстом. В отношении к тексту человек выступает в двух своих ипостасях: Автор/Читатель.
По типу деятельности автор и читатель с помощью кодирующего механизма языка передаёт в тексте некоторое содержание — читатель, воспринимая готовый текст, пользуется декодирующим механизмом для того, чтобы понять это содержание.
Чтение в современной психолингвистике рассматривается как вид деятельности по производству текстов. Причём текст, существующий в сознании автора, и текст, создаваемый читателем, не идентичны. Понимание представляет собой «вычитывание» в тексте собственных личностных смыслов.
Вместе с тем текст читателя и текст автора не могут быть абсолютно различными, следовательно, любой текст содержит материальные (языковые) сигналы, указывающие направление интерпретации. Таким образом, текст автора и текст читателя имеют некоторую область пересечения, границы которой определяются:
1. количеством таких языковых сигналов;
2. совпадением концептуальных систем автора и читателя, что зависит от общности культурной среды, традиции;
3. временем, отделяющим момент создания произведения от момента его чтения.

- Текст

Лингвисты утверждают, что существует около 250 определений текста, но ни одно из них не является каноническим. Принципиально важным является разграничение произведения и текста.
Текст — это «связная, компактная, воспроизводимая последовательность знаков и образов, развёрнутая по стреле времени, выражающая некоторое содержание и обладающая смыслом, в принципе доступным пониманию».
Художественное произведение — это одно из состояний текста во времени. Оно характеризуется завершённостью, целостностью, структурированностью и наличием автора. Текст не обладает присущей художественному произведению завершённостью. Текст — это «пространство, где идёт процесс образования смыслов».
Рождение текста невозможно без опоры на уже существующие тексты: текст есть «своеобразная монада, отражающая в себе все тексты данной смысловой области». Текст всегда сохраняет собственную референцию — репрезентирует некоторую объективно существующую или воображаемую реальность. Произведение становится текстом тогда, когда оно «размыкается», теряет «самость», включаясь в общелитературный ряд.
Один и тот же текст в разные моменты времени может быть прототекстом и метатекстом. Таким образом, прототекст и метатекст — это функциональные разновидности текста как субстанции интертекста. Метатекст — это текст о тексте, то есть текст, выполняющий не только собственную референтную функцию, но и метареферентную функцию интерпретации экспликации референтного смысла прототекста. Прототекст — это базовый текст, с опорой на который создаётся метатекст.